# Álex Pina
Pour les articles homonymes, voir Pina.
Álex Pina [ˈaːlɛks ˈpina] est un producteur délégué et scénariste espagnol né le 23 juin 1967 à Pampelune. 
Il a notamment créé les séries Vis a vis, El barco, Los hombres de Paco, La Famille Serrano, White Lines et La casa de papel,.

## Biographie
Alex Pina commence sa carrière comme journaliste dans la presse (El Diario Vasco, Diario de Mallorca (es)) et plus tard au sein de l'agence de presse Europa.
Entre 1993 et 1996, il travaille comme scénariste et rédacteur à Videomedia (es) jusqu'à ce qu'il rejoigne Globomedia (es) en 1996, puis il rejoint l'émission Caiga quien caiga en tant que scénariste sur Telecinco.
En 1997, chez Globomedia, il commence sa carrière de scénariste de fiction dans la série télévisée Más que amigos (Telecinco).
Fin 2016, il quitte Globomedia et fonde Vancouver Media. La première création de la société est La casa de papel, qui est diffusé sur Antena 3 à partir du 2 mai 2017 et réunit plus quatre millions de téléspectateurs, avant de devenir un succès mondial avec sa diffusion sur Netflix.

## Filmographie
| Année       | Série télévisée       | Fonction | Fonction   | Fonction   | Chaîne de télévision |
| Année       | Série télévisée       | Créateur | Producteur | Scénariste | Chaîne de télévision |
| ----------- | --------------------- | -------- | ---------- | ---------- | -------------------- |
| 1996        | Caiga quien caiga     |          |            | ✔️         | Telecinco            |
| 1997 - 98   | Más que amigos        |          |            | ✔️         | Telecinco            |
| 1998 - 2002 | Periodistas           |          | ✔️         | ✔️         | Telecinco            |
| 2003 - 2008 | La Famille Serrano    | ✔️       | ✔️         | ✔️         | Telecinco            |
| 2005 - 2010 | Los hombres de Paco   | ✔️       | ✔️         | ✔️         | Antena 3             |
| 2011 - 2012 | El Barco              | ✔️       | ✔️         | ✔️         | Telecinco            |
| 2014        | Bienvenidos al Lolita | ✔️       | ✔️         | ✔️         | Antena 3             |
| 2015 - 2016 | Vis a Vis             | ✔️       | ✔️         | ✔️         | Antena 3             |
| 2017 - 2021 | La casa de papel      | ✔️       | ✔️         | ✔️         | Antena 3 / Netflix   |
| 2020        | White Lines           | ✔️       | ✔️         | ✔️         | Netflix              |
| 2021        | Sky Rojo              | ✔️       | ✔️         | ✔️         | Netflix              |
| 2023        | Berlin                | ✔️       | ✔️         | ✔️         | Netflix              |

| Année | Film                           | Fonction                                |      |                  |                           |
| ----- | ------------------------------ | --------------------------------------- | ---- | ---------------- | ------------------------- |
| Année | Film                           | Fonction                                | 2009 | Fuga de cerebros | - Producteur - Scénariste |
| 2010  | Trois mètres au-dessus du ciel | Producteur                              |      |                  |                           |
| 2011  | Fuga de cerebros 2             | - Producteur - Scénariste               |      |                  |                           |
| 2012  | Tengo ganas de ti              | Producteur                              |      |                  |                           |
| 2014  | Kamikaze (es)                  | - Réalisateur - Producteur - Scénariste |      |                  |                           |